# 韋特卡
韋特卡是白俄羅斯的城鎮，位於索日河右岸，距離首府戈梅利22公里，由戈梅利州負責管轄，該鎮受切爾諾貝爾核電廠事故波及，2009年人口7,927。第二次世界大戰期間，納粹德國在1941年8月18日至1943年9月28日佔領該鎮。
52°34′N 31°11′E / 52.567°N 31.183°E